# دنیاگیری کووید-۱۹ در ازبکستان
دنیاگیری کووید-۱۹ در ازبکستان بخشی از دنیاگیری بیماری کروناویروس ۲۰۱۹ در جهان است. اولین مورد تأیید شده در ازبکستان در ۱۵ مارس ۲۰۲۰ در شهر تاشکند اعلام شد.